# Bahnstrecke Mogilno–Orchowo
| Bahnhof Mogilno |                      |                                   |                                   |
| Streckennummer: | 239                  |                                   |                                   |
| Streckenlänge: | 20,428 km            |                                   |                                   |
| Spurweite: | 1435 mm (Normalspur) |                                   |                                   |
| |                      |                                   |                                   |
| \| \| \| von Barcin (Bartschin) \| \| \| \| \| von Toruń (Thorn) \| \| \| \| \| von Inowrocław (Hohensalza) \| \| \| \| 0,000 \| Mogilno (Mogilno) \| 98 m \| \| \| \| nach Poznań (Posen) \| \| \| \| \| Jezioro Mogileńskie (Mogilno-See) \| \| \| \| \| Woiwodschaftsstraße 254 \| \| \| \| \| Woiwodschaftsstraße 262 \| \| \| \| 7,517 \| Kwieciszewo (Blütenau) \| 106 m \| \| \| \| Landesstraße 15 \| \| \| \| \| Woiwodschaftsstraße 262 \| \| \| \| 9,894 \| Gębice (Gembitz) \| 99 m \| \| \| 14,170 \| Procyń (Rehfelde (Kr. Mogilno)) \| 107 m \| \| \| \| Woiwodschaftsgrenze \| \| \| \| 17,126 \| Różanna (Rosen) \| 108 m \| \| \| 20,428 \| Orchowo (Orchheim) \| 111 m \| |                      |                                   |                                   |
| Strecke (außer Betrieb) |                      | von Barcin (Bartschin)            | von Barcin (Bartschin)            |
| Abzweig ehemals geradeaus und von links |                      | von Toruń (Thorn)                 | von Toruń (Thorn)                 |
| Abzweig geradeaus und ehemals von links |                      | von Inowrocław (Hohensalza)       | von Inowrocław (Hohensalza)       |
| Bahnhof | 0,000                | Mogilno (Mogilno)                 | 98 m                              |
| Abzweig ehemals geradeaus und nach rechts |                      | nach Poznań (Posen)               | nach Poznań (Posen)               |
| Brücke über Wasserlauf (Strecke außer Betrieb) |                      | Jezioro Mogileńskie (Mogilno-See) | Jezioro Mogileńskie (Mogilno-See) |
| Strecke mit Straßenbrücke (Strecke außer Betrieb) |                      | Woiwodschaftsstraße 254           | Woiwodschaftsstraße 254           |
| Brücke (Strecke außer Betrieb) |                      | Woiwodschaftsstraße 262           | Woiwodschaftsstraße 262           |
| Bahnhof (Strecke außer Betrieb) | 7,517                | Kwieciszewo (Blütenau)            | 106 m                             |
| Brücke (Strecke außer Betrieb) |                      | Landesstraße 15                   | Landesstraße 15                   |
| Strecke mit Straßenbrücke (Strecke außer Betrieb) |                      | Woiwodschaftsstraße 262           | Woiwodschaftsstraße 262           |
| Bahnhof (Strecke außer Betrieb) | 9,894                | Gębice (Gembitz)                  | 99 m                              |
| Bahnhof (Strecke außer Betrieb) | 14,170               | Procyń (Rehfelde (Kr. Mogilno))   | 107 m                             |
| Grenze (Strecke außer Betrieb) |                      | Woiwodschaftsgrenze               | Woiwodschaftsgrenze               |
| Bahnhof (Strecke außer Betrieb) | 17,126               | Różanna (Rosen)                   | 108 m                             |
| Kopfbahnhof Streckenende (Strecke außer Betrieb) | 20,428               | Orchowo (Orchheim)                | 111 m                             |

Die Bahnstrecke Mogilno–Orchowo (Mogilno–Orchheim) ist eine ehemalige Eisenbahnstrecke in den polnischen Woiwodschaften Kujawien-Pommern und Großpolen.
Sie zweigte im Bahnhof Mogilno, in dem auch Strecken nach Barcin und Inowrocław begannen, von der Strecke Toruń–Poznań in südliche Richtung ab, überquerte südöstlich den Jezioro Mogileńskie (Mogilno-See), verlief ostwärts bis zum Bahnhof Kwieciszewo (Blütenau), dann südwärts bis zum Bahnhof Orchowo (Orchheim).
Der erste Teil, Mogilno–Gembitz wurde im November 1916 von den Preußischen Staatseisenbahnen während des Ersten Weltkrieges eröffnet. Nach diesem und der folgenden Angliederung des Gebietes an Polen eröffneten die Polnischen Staatseisenbahnen 1921 den Rest der Strecke. Während der deutschen Besatzung im Zweiten Weltkrieg gehörte die Strecke zur Reichsbahndirektion Posen.
1987 wurde der Personenverkehr eingestellt, 1994 der Güterverkehr.

## Einzelnachweis
1. ↑  Reichskursbuch 1943